# Isabella di Castiglia (1518-1537)
Isabella di Castiglia (Valencia, 20 agosto 1518 – Perpignano, 1537) è stata una nobildonna spagnola, unica figlia di Germana de Foix.

## Biografia
Nacque da una relazione segreta fra suo padre Carlo V, imperatore del Sacro Romano Impero, e sua madre Germana de Foix, vedova del re d'Aragona Ferdinando II, nonno di Carlo V. La sua esistenza è menzionata solo dal testamento della regina Germana (la Serenissima doña Ysabel, Ynfanta de Castilla).
Sposò Rodrigo Manrique de Acuña, figlio dell'arcivescovo di Siviglia Alfonso Manrique de Lara.
Isabella morì mentre era ancora in vita suo padre, nel 1537, a Perpignano, all'età di 19 anni; la madre, invece, era scomparsa l'anno precedente, precisamente il 15 ottobre del 1536.

## Ascendenza
|                          |                    |                         | Genitori                  |  |  | Nonni |  |  | Bisnonni                 |  |  | Trisnonni              |  |
|                          |                    |                         |                           |  |  |       |  |  | Massimiliano I d'Asburgo |  |  | Federico III d'Asburgo |  |
|                          |                    |                         |                           |  |  |       |  |  | Massimiliano I d'Asburgo |  |  | Federico III d'Asburgo |  |
|                          |                    | Eleonora d'Aviz         |                           |  |  |       |  |  | Massimiliano I d'Asburgo |  |  |                        |  |
| Filippo I d'Asburgo      |                    |                         |                           |  |  |       |  |  | Massimiliano I d'Asburgo |  |  |                        |  |
|                          |                    | Maria di Borgogna       | Carlo I di Borgogna       |  |  |       |  |  |                          |  |  |                        |  |
|                          |                    | Maria di Borgogna       | Carlo I di Borgogna       |  |  |       |  |  |                          |  |  |                        |  |
|                          |                    | Maria di Borgogna       | Isabella di Borbone       |  |  |       |  |  |                          |  |  |                        |  |
| Carlo V d'Asburgo        |                    | Maria di Borgogna       |                           |  |  |       |  |  |                          |  |  |                        |  |
|                          |                    | Ferdinando II d'Aragona | Giovanni II d'Aragona     |  |  |       |  |  |                          |  |  |                        |  |
|                          |                    | Ferdinando II d'Aragona | Giovanni II d'Aragona     |  |  |       |  |  |                          |  |  |                        |  |
|                          |                    | Ferdinando II d'Aragona | Giovanna Enríquez         |  |  |       |  |  |                          |  |  |                        |  |
| Giovanna di Castiglia    |                    | Ferdinando II d'Aragona |                           |  |  |       |  |  |                          |  |  |                        |  |
|                          |                    | Isabella di Castiglia   | Giovanni II di Castiglia  |  |  |       |  |  |                          |  |  |                        |  |
|                          |                    | Isabella di Castiglia   | Giovanni II di Castiglia  |  |  |       |  |  |                          |  |  |                        |  |
|                          |                    | Isabella di Castiglia   | Isabella d'Aviz           |  |  |       |  |  |                          |  |  |                        |  |
| Isabella di Castiglia    |                    | Isabella di Castiglia   |                           |  |  |       |  |  |                          |  |  |                        |  |
|                          | Gastone IV di Foix | Giovanni I di Foix      |                           |  |  |       |  |  |                          |  |  |                        |  |
|                          | Gastone IV di Foix | Giovanni I di Foix      |                           |  |  |       |  |  |                          |  |  |                        |  |
|                          | Gastone IV di Foix | Giovanna d'Albret       |                           |  |  |       |  |  |                          |  |  |                        |  |
| Giovanni di Foix-Étampes | Gastone IV di Foix |                         |                           |  |  |       |  |  |                          |  |  |                        |  |
|                          |                    | Eleonora di Navarra     | Giovanni II d'Aragona     |  |  |       |  |  |                          |  |  |                        |  |
|                          |                    | Eleonora di Navarra     | Giovanni II d'Aragona     |  |  |       |  |  |                          |  |  |                        |  |
|                          |                    | Eleonora di Navarra     | Bianca di Navarra         |  |  |       |  |  |                          |  |  |                        |  |
| Germaine de Foix         |                    | Eleonora di Navarra     |                           |  |  |       |  |  |                          |  |  |                        |  |
|                          |                    | Carlo di Valois-Orléans | Luigi I di Valois-Orléans |  |  |       |  |  |                          |  |  |                        |  |
|                          |                    | Carlo di Valois-Orléans | Luigi I di Valois-Orléans |  |  |       |  |  |                          |  |  |                        |  |
|                          |                    | Carlo di Valois-Orléans | Valentina Visconti        |  |  |       |  |  |                          |  |  |                        |  |
| Maria d'Orléans          |                    | Carlo di Valois-Orléans |                           |  |  |       |  |  |                          |  |  |                        |  |
|                          |                    | Maria di Clèves         | Adolfo I di Kleve         |  |  |       |  |  |                          |  |  |                        |  |
|                          |                    | Maria di Clèves         | Adolfo I di Kleve         |  |  |       |  |  |                          |  |  |                        |  |
|                          |                    | Maria di Clèves         | Maria di Borgogna         |  |  |       |  |  |                          |  |  |                        |  |
|                          |                    | Maria di Clèves         |                           |  |  |       |  |  |                          |  |  |                        |  |